# Dicranopygium polycephalum
Dicranopygium polycephalum är en enhjärtbladig växtart som beskrevs av Gunnar Wilhelm Harling. Dicranopygium polycephalum ingår i släktet Dicranopygium och familjen Cyclanthaceae. Inga underarter finns listade.